# Campionati mondiali di taekwondo 1985
I Campionati mondiali di taekwondo 1985 sono stati la 7ª edizione dei campionati mondiali di taekwondo, organizzati dalla World Taekwondo Federation, e si sono svolti a Seul, nella Corea del Sud, dal 4 all'8 settembre 1985.

## Medagliati
| Specialità | Oro                           | Argento                          | Bronzo                                                              |
| -50 kg     | Lee Sun-Jang Corea del Sud    | Dae-Sung Lee Stati Uniti         | Abdulah Eliamy Arabia Saudita / Konan Kiodio Costa d'Avorio         |
| 54 kg      | Kim Yeong-Sik Corea del Sud   | Bathily Younousse Costa d'Avorio | Geremia Di Costanzo Italia / Hon-Cha Sang Stati Uniti               |
| 58 kg      | Yoo Myung-Sik Corea del Sud   | Gustavo Sanciprián Messico       | Feisal Danesh Iran / Cengiz Yağız Turchia                           |
| 64 kg      | Han Jae-Ku Corea del Sud      | Ahmet Ercan Turchia              | Manuel Iván Jejedida Rep. Dominicana / Lucio Cuozzo Italia          |
| 70 kg      | Park Bong-Kwon Corea del Sud  | Pietro Carrieri Italia           | Manuel del Rosario Filippine / Ruben Thijs Paesi Bassi              |
| 76 kg      | Jeong Kook-Hyun Corea del Sud | Metin Şahin Turchia              | Patrice Remarck Costa d'Avorio / Richard Jaydes Warwick Stati Uniti |
| 83 kg      | Lee Dong-Jun Corea del Sud    | S.H. Zahedi Iran                 | Douglas Crowper Stati Uniti / Amr Khairy Egitto                     |
| +83 kg     | Henk Meijer Paesi Bassi       | Kang Seung-Woo Corea del Sud     | Cissé Abdoulaye Costa d'Avorio / Mustafá el Abrak Egitto            |

## Medagliere
| Posizione | Paese           | Oro | Argento | Bronzo | Totale |
| --------- | --------------- | --- | ------- | ------ | ------ |
| 1         | Corea del Sud   | 7   | 1       | 0      | 8      |
| 2         | Paesi Bassi     | 1   | 0       | 1      | 2      |
| 3         | Turchia         | 0   | 2       | 1      | 3      |
| 4         | Costa d'Avorio  | 0   | 1       | 3      | 4      |
| 4         | Stati Uniti     | 0   | 1       | 3      | 4      |
| 6         | Italia          | 0   | 1       | 2      | 3      |
| 7         | Iran            | 0   | 1       | 1      | 2      |
| 8         | Messico         | 0   | 1       | 0      | 1      |
| 9         | Egitto          | 0   | 0       | 2      | 2      |
| 10        | Arabia Saudita  | 0   | 0       | 1      | 1      |
| 10        | Rep. Dominicana | 0   | 0       | 1      | 1      |
| 10        | Filippine       | 0   | 0       | 1      | 1      |
|           | TOTALE          | 8   | 8       | 16     | 32     |